# Kristoffer Paulsen Vatshaug
Kristoffer Paulsen Vatshaug (ur. 3 czerwca 1981) – norweski piłkarz, prawy obrońca.

## Kariera
Karierę rozpoczął w zespole FK Bodø/Glimt, gdzie zadebiutował 27 sierpnia 2000 roku w przegranym 1:7 meczu z FK Molde. W Bodø/Glimt grał przez pięć sezonów, w czasie których rozegrał 96 ligowych spotkań i zdobył jedną bramkę (1 stycznia 2005 roku w wygranym 2:0 meczu z Hamarkameratene).
Następnie Vatshaug trafił do IK Start. Zadebiutował tam 17 kwietnia 2006 roku w meczu z Rosenborgiem, przegranym 0:3. 31 lipca w wygranym 2:0 meczu z FK Lyn zdobył swoją pierwszą bramkę dla Startu. W ciągu dwóch sezonów spędzonych w Starcie rozegrał 39 spotkań ligowych i zdobył w nich dwa gole.
Od 2008 roku Vatschaug do 2013 roku grał w Molde FK, gdzie zadebiutował 6 kwietnia tego samego roku w meczu z Fredrikstad (porażka 1:2).